# Manuel González Telli
Manuel González Tello (n. El Perchel, Málaga, 5 de febrero de 1929 - Pamplona, 21 de septiembre de 2013) más conocido como Manolo González fue un jugador de fútbol profesional español que jugaba en la demarcación de defensa.

## Biografía
Manolo González debutó como futbolista profesional en 1950 con el Real Murcia CF. Tras un breve paso por el SD Escoriaza al hacer el servicio militar en Zaragoza, en 1953 fichó por el CA Osasuna. En su primera temporada como futbolista con el club rojillo, descendió a segunda división. En 1955 no pudo jugar ningún partido debido a la extirpación de un riñón. En 1956 volvió a jugar con Osasuna, y volviendo a primera división tras el ascenso del equipo. Ya en su última temporada con el club volvió a descender. En la temporada 1959/1960 fichó por el CD Málaga, siendo este su último club como futbolista.
Manolo González falleció en Pamplona el 21 de septiembre de 2013 a los 84 años de edad.

## Clubes
| Club           | País   | Año         | Partidos | Goles |
| -------------- | ------ | ----------- | -------- | ----- |
| Real Murcia CF | España | 1950 - 1951 | 9        | 1     |
| SD Escoriaza   | España | 1951 - 1953 |          |       |
| CA Osasuna     | España | 1953 - 1959 | 156      | 3     |
| CD Málaga      | España | 1959 - 1960 | 6        | 0     |

## Palmarés
CA Osasuna
- Segunda División de España: 1956
- Trofeo Amberes: 1957

CD Málaga
- Tercera División de España: 1960